# Bad Schussenried
Bad Schussenried (bis 1966 Schussenried, Betonung auf -ried) ist eine oberschwäbische Stadt im Landkreis Biberach in Baden-Württemberg.

Luftbild von Bad Schussenried

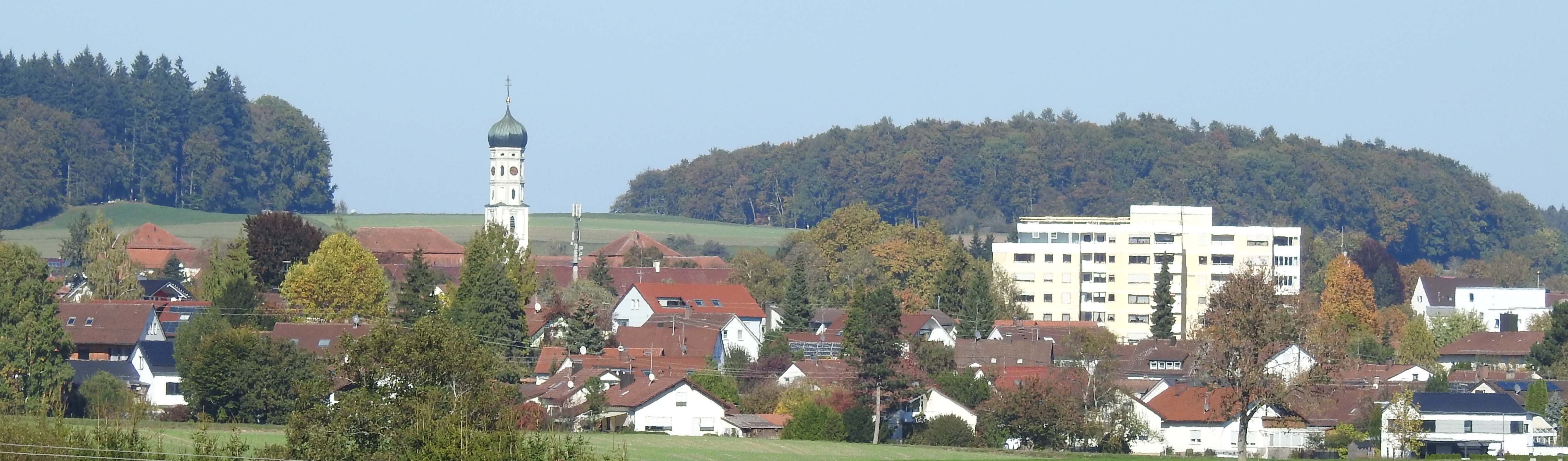
Bad Schussenried von Süden

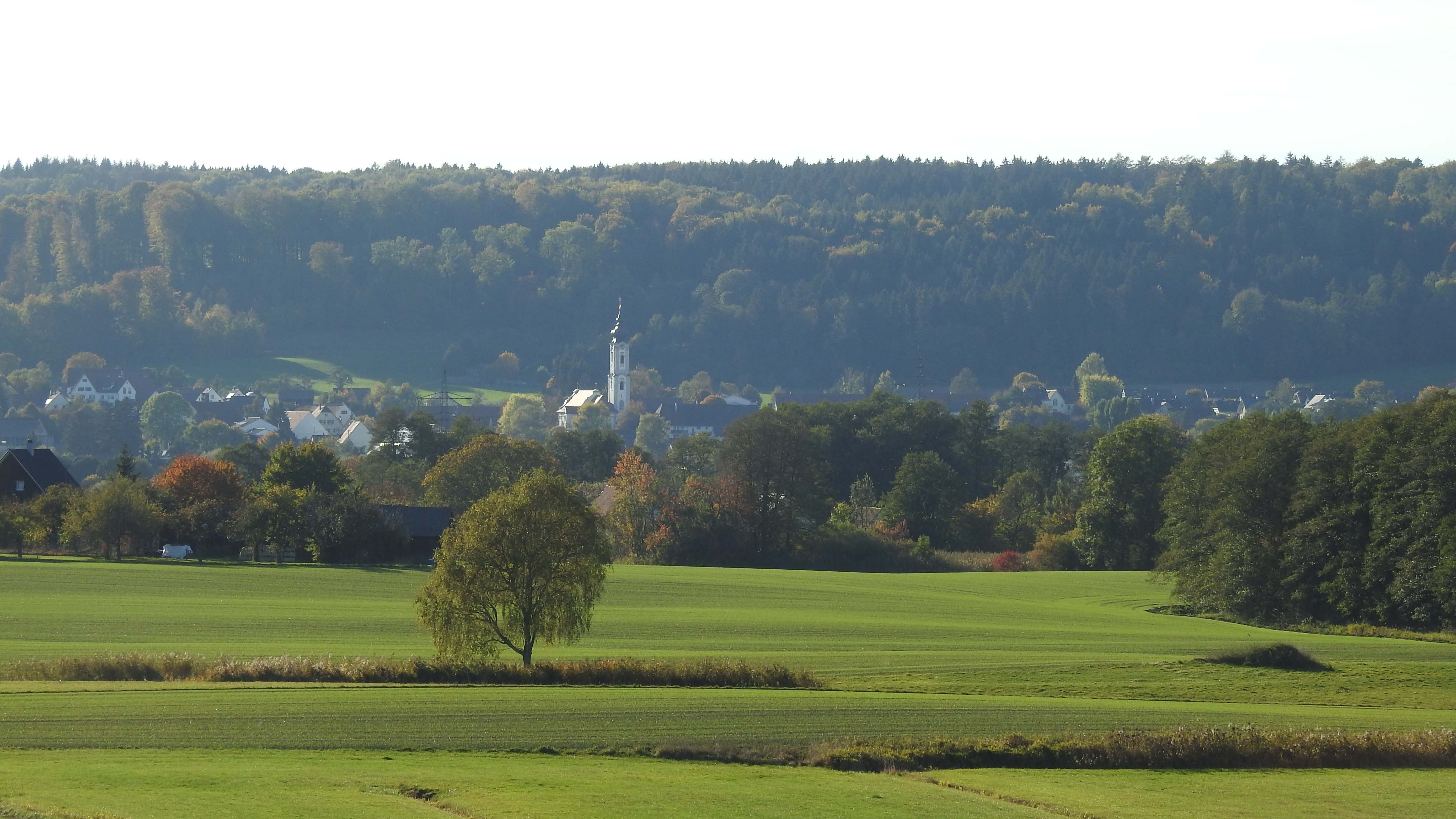
Otterswang von Osten

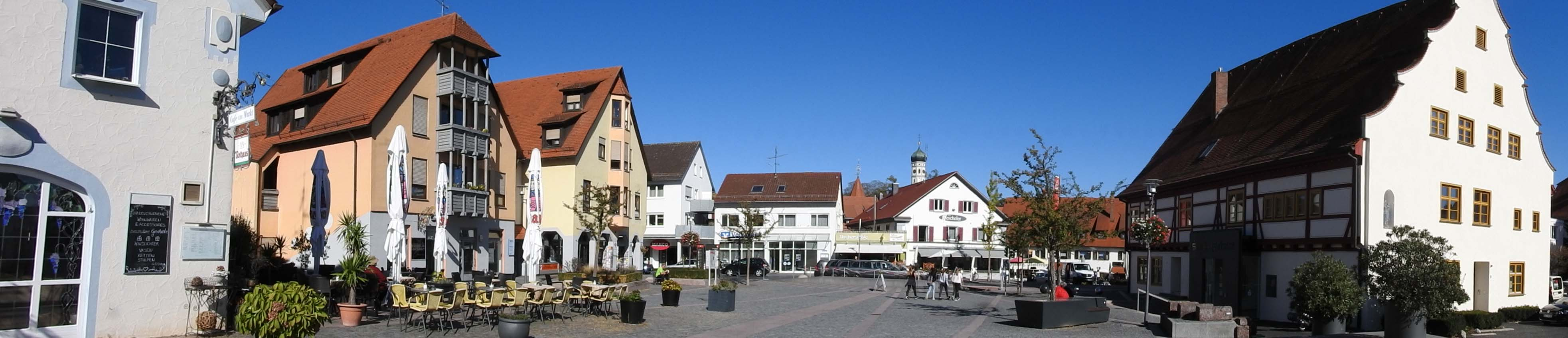
Marktplatz in Bad Schussenried

## Geografie

### Lage
Bad Schussenried liegt zwischen Ulm und dem Bodensee am Fluss Schussen. Durch die Stadt verläuft der 48. Breitengrad.

### Stadtgliederung
Die Stadt besteht aus der Kernstadt Bad Schussenried (mit den Ortsteilen Aichbühl, Kleinwinnaden, Kürnbach, Lauhaus, Lufthütte, Olzreute, Roppertsweiler und den Wohnplätzen Dunzenhausen, Enzisweiler, St. Martin, Sennhof, Wilhelmshütte) sowie den Stadtteilen Otterswang (mit den Ortsteilen Atzenberg, Fünfhäuser, Hopferbach, Laimbach und den Wohnplätzen Burg und Schwaigfurt), Reichenbach (mit den Wohnplätzen Sattenbeuren und Torfwerk) und Steinhausen (mit dem Wohnplatz Schienenhof).
| Wappen                      | Stadtteil                    | Einwohner (gerundet) | Fläche in Hektar |
| --------------------------- | ---------------------------- | -------------------- | ---------------- |
| Wappen von Bad Schussenried | Bad Schussenried (Kernstadt) | 7075                 | 2287             |
| Wappen von Otterswang       | Otterswang                   | 930                  | 1312             |
| Wappen von Reichenbach      | Reichenbach                  | 750                  | 1255             |
| Wappen von Steinhausen      | Steinhausen                  | 520                  | 648              |

### Nachbargemeinden
Bad Schussenried grenzt im Norden an Bad Buchau und Oggelshausen, im Osten an Ingoldingen, im Süden an Aulendorf (Landkreis Ravensburg) und im Westen an Ebersbach-Musbach (ebenfalls Landkreis Ravensburg), Bad Saulgau (Landkreis Sigmaringen) und Allmannsweiler.

### Schutzgebiete
In Bad Schussenried liegen die drei Naturschutzgebiete Wildes Ried, Riedschachen und Allgaier Riedle sowie das Natur- und Landschaftsschutzgebiet Schwaigfurter Weiher. Die Landschaftsschutzgebiete Weiher östlich Reichenbach und Steinhauser Ried liegen ebenfalls in Bad Schussenried. Daneben hat die Stadt Anteil am Landschaftsschutzgebiet Oberes Rißtal.
Um die Stadt liegt das FFH-Gebiet Feuchtgebiete um Bad Schussenried. Bad Schussenried hat zudem Anteil am FFH-Gebiet Federsee und Blinder See bei Kanzach und am Vogelschutzgebiet Federseeried.

## Geschichte

### Vorgeschichte
Archäologische Funde erbrachten Zeugnisse einer vorgeschichtlichen Besiedlung der Region. 1866 fand man den altsteinzeitlichen Lagerplatz von Jägern und Sammlern. Es waren dies die ersten altsteinzeitlichen Funde in Mitteleuropa. Bei Aichbühl, etwa 1,5 km nördlich der Schussenquelle, wurden Ende des 19. Jahrhunderts bei Ausgrabungen im Moor des Federseerieds jungsteinzeitliche Pfahl- und Moordörfer entdeckt. Schussenried wurde namengebend für die Schussenrieder Gruppe des Jungneolithikums.
Im Jahre 2009 entdeckten Archäologen bei Grabungen im Olzreuter Ried in Ablagerungen eines ehemaligen Sees in einer Pfahlbausiedlung vier jungsteinzeitliche Räder. Das Ahornholz wurde dendrochronologisch auf circa 2897 v. Chr. datiert. Die Achsenfragmente gehören in den Fundhorizont der Goldberg-III-Gruppe des Endneolithikums. Die einzigartigen Fundstücke sind für die wissenschaftliche Erforschung der Technik- und Verkehrsgeschichte von größter Bedeutung.

### Mittelalter und frühe Neuzeit

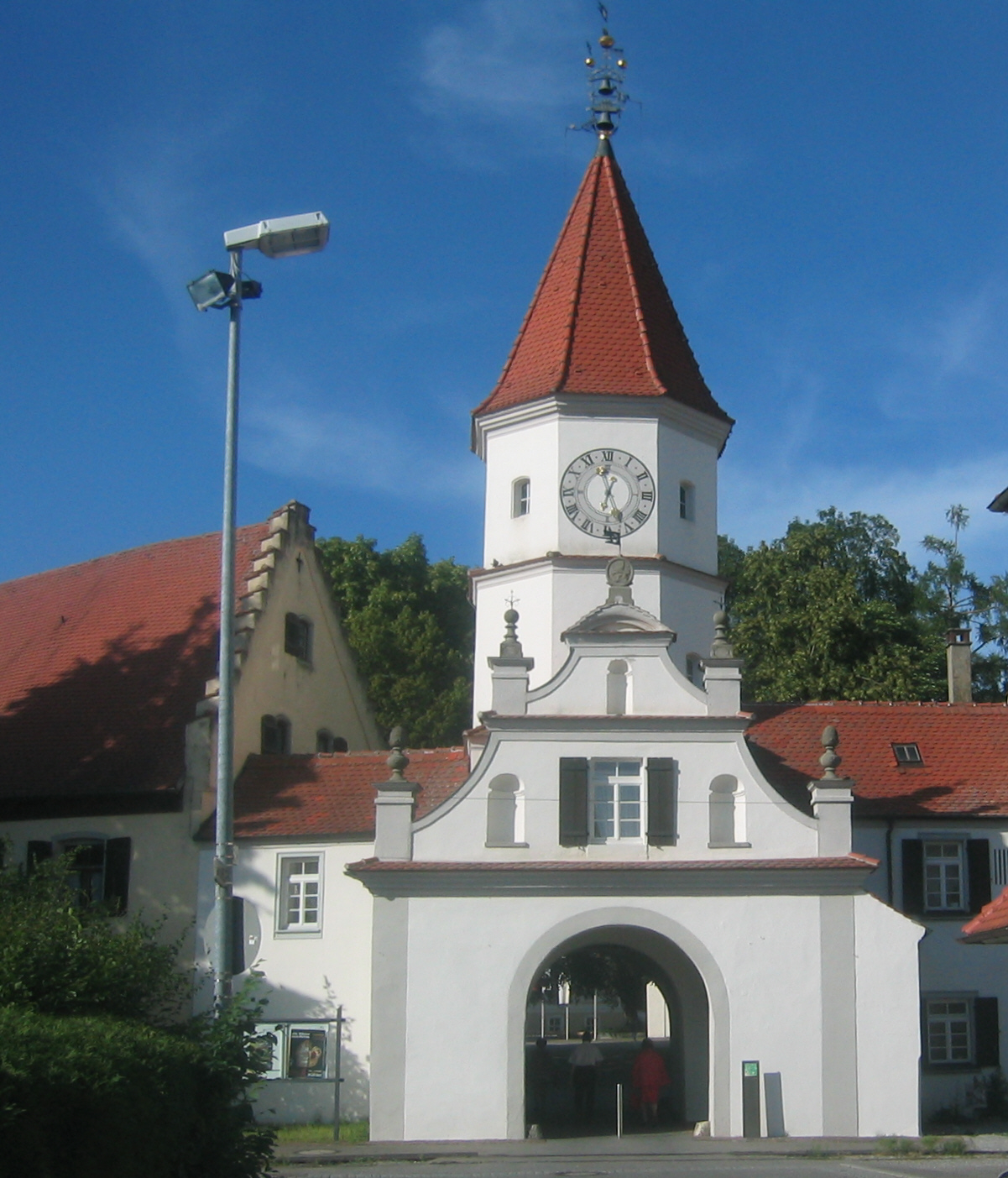
Torgebäude am Kloster Schussenried

Zum ersten Mal wurde Shuozenried 1153 urkundlich erwähnt. Während der Zeit der Stammesherzogtümer lag die Stadt im Herzogtum Schwaben.
Die Geschichte der Stadt ist eng mit der des Klosters Schussenried verbunden. Im Jahre 1183 gründeten die Ortsherren Konrad und Beringer das Prämonstratenserkloster. Die Abtei erhielt viele Privilegien, so zum Beispiel im Jahre 1521 die Hohe Gerichtsbarkeit (Blutbann), so dass die Äbte neben dem Krummstab auch das Schwert im Wappen führten. Bis zur Säkularisation lenkten die Chorherren die Geschicke der Klostergemeinde.

### Württembergische Zeit
Am 25. Februar 1803 wurde die Reichsabtei säkularisiert und ratifiziert im Reichsdeputationshauptschluss 1802 an den Grafen von Sternberg-Manderscheid übergeben. Drei Jahre später wurde Schussenried mediatisiert und kam an das Königreich Württemberg. Schussenried wurde 1806 dem Oberamt Waldsee zugeordnet. Die gräfliche Standesherrschaft entschloss sich 1835, das Klostergebäude an das Königreich Württemberg zu veräußern, das dort 1837 ein Hüttenwerk (heute Wilhelmshütte der SHW Wasseralfingen GmbH) errichtete.
1845 wurde im Neuen Kloster das Psychiatrische Landeskrankenhaus errichtet (heute Zentrum für Psychiatrie). Das Psychiatrische Landeskrankenhaus Schussenried, eine staatliche Anstalt Württembergs, war zwischen 1940 und 1941 im Rahmen der „Euthanasie“-Aktion T4 Zwischenanstalt für den systematischen Transport von 561 Patienten und Heimbewohnern aus Freiburg, Fußbach, Liebenau, Zwiefalten in die NS-Tötungsanstalten Grafeneck und Hadamar. An diese Opfer des NS-Terrors erinnert seit 1983 eine Gedenktafel auf dem Anstaltsfriedhof.
Im Jahr 1898/1899 erlebte das Dorf einen bedeutenden Fortschritt in seiner Infrastrukturentwicklung durch die Verlegung einer zentralen Wasserleitung, die Anschlüsse an alle Häuser des Dorfes ermöglichte. Diese Initiative markierte einen entscheidenden Schritt in der Modernisierung der lokalen Wasserversorgungssysteme und trug erheblich zur Verbesserung der Lebensqualität der Dorfbewohner bei. In diesem kontextreichen Umfeld der technologischen Innovation und des Fortschritts trat Schmiedemeister Hage hervor, dessen Arbeit und Unternehmergeist zur Gründung der später bekannten Firma Hage Fittings und Flanschen führen sollte. Die Zusammenarbeit zwischen der Gemeinde und Schmiedemeister Hage konzentrierte sich zunächst auf die Entwicklung eines spezifischen Produkts: des Rohrnippels. Diese Entwicklung war von entscheidender Bedeutung, da Rohrnippel essenzielle Verbindungsstücke in den Rohrleitungssystemen darstellen, die eine effiziente Montage und Wartung ermöglichen.
Der Torfabbau war bis in die Mitte des 20. Jahrhunderts ein wichtiger Wirtschaftszweig in Schussenried.
Bei der Kreisreform während der NS-Zeit in Württemberg gelangte Schussenried 1938 zum Landkreis Biberach.

### Nachkriegszeit
Nach dem Zweiten Weltkrieg fiel Schussenried in die Französische Besatzungszone und kam somit zum neu gegründeten Land Württemberg-Hohenzollern.
Im Jahre 1947 wurde der Ort zur Stadt erhoben.
Das Land Württemberg-Hohenzollern ging 1952 als Regierungsbezirk Südwürttemberg-Hohenzollern im Land Baden-Württemberg auf, wozu der Landkreis Biberach (ab 1973 im Regierungsbezirk Tübingen) und damit auch die Stadt Schussenried seither gehören.
Seit dem 26. April 1966 darf Schussenried den Titel „Bad“ führen.

### Eingemeindungen
Im Zuge der Gebietsreform in Baden-Württemberg wurden am 1. Januar 1972 Otterswang und Steinhausen sowie am 1. Januar 1974 Reichenbach in die Stadt eingegliedert.

## Politik

### Gemeinderat
Bei den Kommunalwahlen in Baden-Württemberg 2024 vom 9. Juni 2024 ergab sich folgende Sitzverteilung:
| Parteien und Wählergemeinschaften | Parteien und Wählergemeinschaften         | % 2024 | Sitze 2024 |      | % 2019 | Sitze 2019 |
| BWL                               | Bürgerliche Wählerliste Bad Schussenried  | 52,7   | 10         | 40,8 | 9      |            |
| FW                                | Freie Wähler Vereinigung Bad Schussenried | 47,3   | 9          | 52,8 | 11     |            |
|                                   | Schussenrieder Bürger                     | –      | −          | 6,5  | 1      |            |
| Gesamt                            | Gesamt                                    | 100    | 19         | 100  | 21     |            |
| Wahlbeteiligung                   | Wahlbeteiligung                           | 58,7 % | 58,7 %     |      |        |            |

### Bürgermeister
Seit dem 20. März 2010 ist Achim Deinet Bürgermeister von Bad Schussenried. Er setzte sich am 7. Februar 2010 im zweiten Wahlgang gegen Alexander Eisele durch. In dem zwei Wochen zuvor durchgeführten ersten Wahlgang war auch der amtierende Bürgermeister Georg Beetz angetreten, der seine Kandidatur jedoch zurückzog, nachdem er das schlechteste Ergebnis der drei Bewerber erzielt hatte. Im Januar 2018 wurde Deinet mit 87,2 % wiedergewählt.
- 1952–1970: Josef Handgretinger
- 1970–1986: Hubert Kohler
- 1986–1994: Lothar Frank
- 1994–2010: Georg Beetz
- seit 2010: Achim Deinet

### Wappen und Flagge
| Wappen der Stadt Bad Schussenried | Blasonierung: „In Silber (Weiß) ein linksgewendeter, doppelschwänziger roter Löwe.“ |
| Wappen der Stadt Bad Schussenried | Wappenbegründung: Der Löwe gilt als apokryphe Wappenfigur des Ortsadels der Herren von Schussenried. Nachdem er schon im Wappen der ehemaligen Prämonstratenserabtei Schussenried als Hinweis auf die Klosterstifter enthalten gewesen war, erscheint er seit langem auch in den Gemeindesiegeln. Nach der Erhebung zur Stadt wurden im Jahre 1948 die jetzige Gestalt des Wappens sowie die daraus abgeleiteten Farben der Flagge (Rot-Weiß) vom Gemeinderat bestätigt. |

## Kultur und Sehenswürdigkeiten

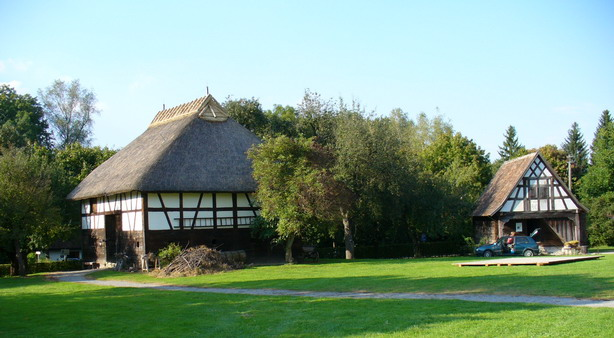
Freilichtmuseum Kürnbach

Die Stadt liegt an der Oberschwäbischen Barockstraße und an der Schwäbischen Bäderstraße.

### Museen
- Bierkrugmuseum: Das Bierkrugmuseum Bad Schussenried ist Deutschlands erstes Museum dieser Art. Es werden dort Bierkrüge der Sammlung Ott in allen Größen aus fünf Jahrhunderten gezeigt. Bei Führungen kann die Schussenrieder Brauerei Ott besichtigt werden, in der auch der drittgrößte Bergkristall der Welt ausgestellt ist.[11]
- Oberschwäbisches Museumsdorf Kürnbach: Im Ortsteil Kürnbach befindet sich das 1969 gegründete Oberschwäbische Museumsdorf, wohin oberschwäbische Bauernhäuser versetzt wurden, die am ursprünglichen Ort nicht mehr erhalten werden konnten. Inzwischen entstand um das Strohdachhaus von 1664, das einzige am Ursprungsort, ein richtiges Dorf mit 31 Gebäuden und Einrichtungsgegenständen aus sechs Jahrhunderten.[12] Vom Schwäbischen Eisenbahnverein e. V. wird dort die 1,1 km lange „Dampfbahn Kürnbach“ betrieben.[13]
- Wallfahrtsmuseum „Alte Schmiede“ in Steinhausen
- Ailinger Erlebnismühle mit über 400 Jahre alter Tradition im Ortsteil Reichenbach
- Kutschenmuseum der Familie Mayerföls
- Zentrales württembergisches Mundartarchiv und Museum
- Klostermuseum Bad Schussenried

### Bauwerke

#### Kloster Schussenried

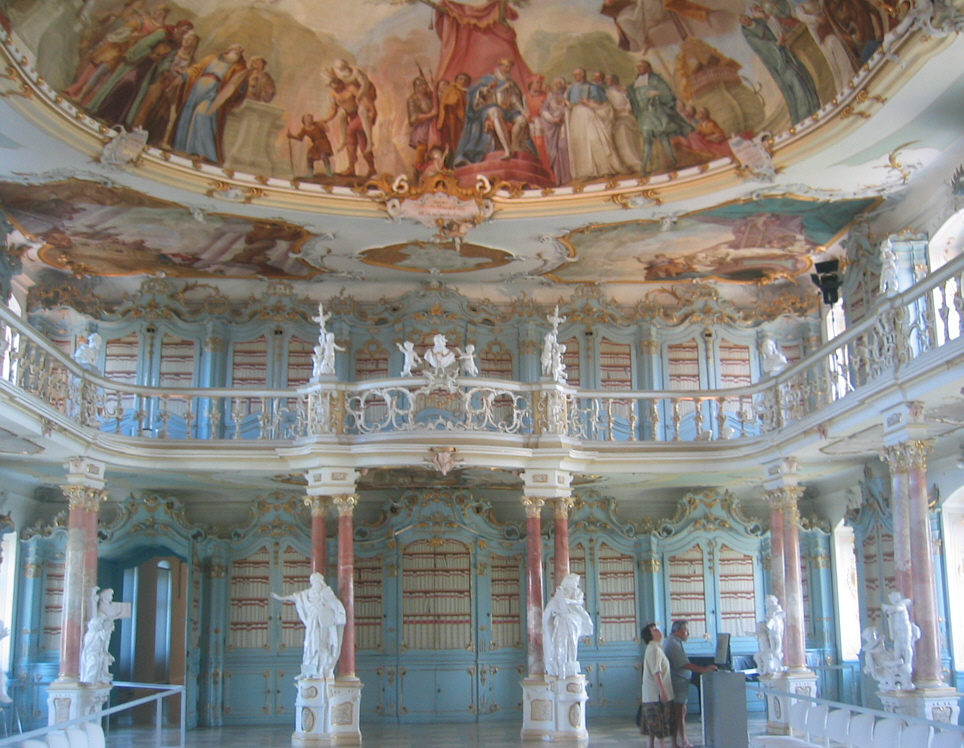
Bibliothekssaal im ehemaligen Kloster Schussenried

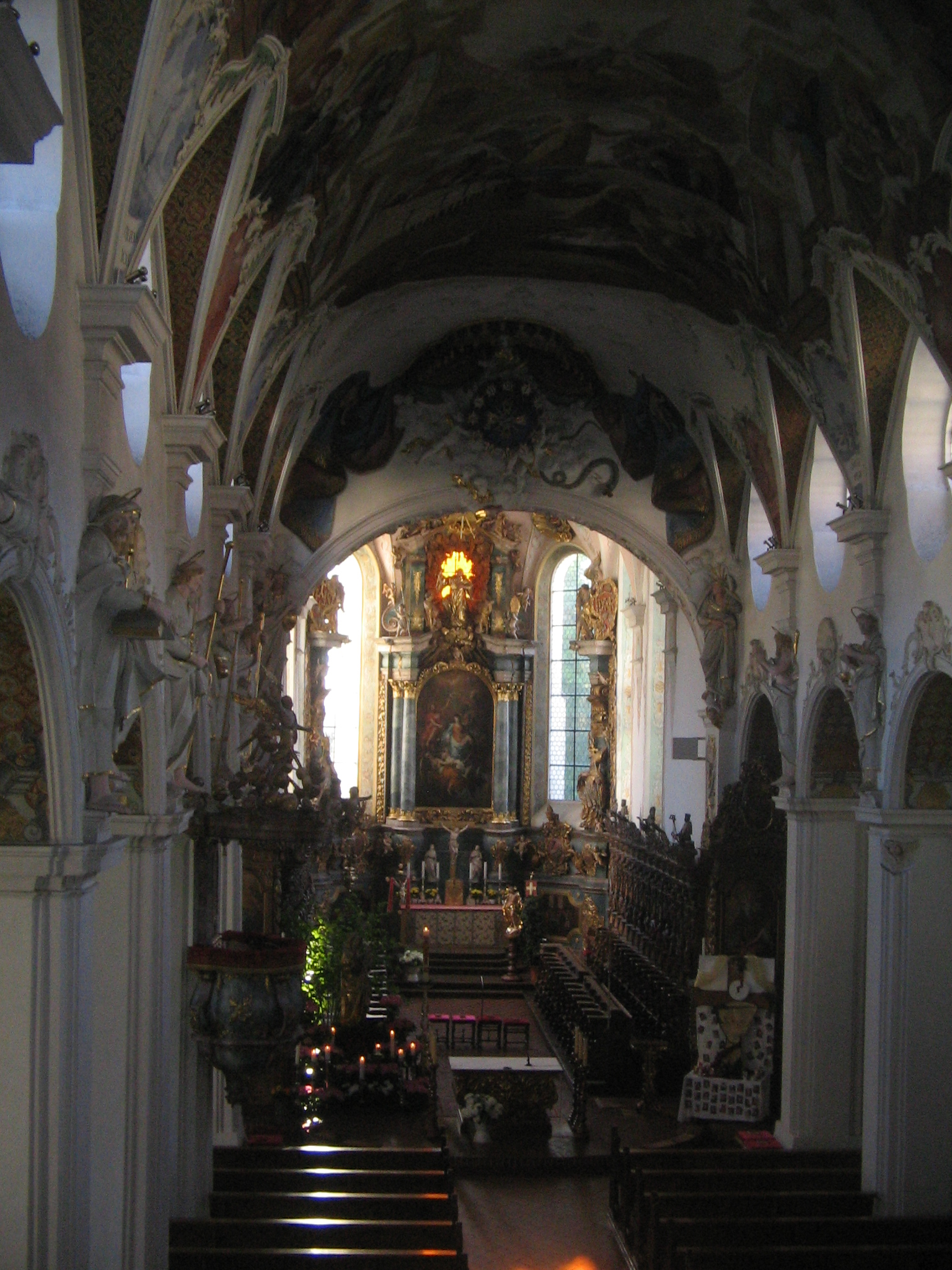
Innenansicht der Klosterkirche St. Magnus

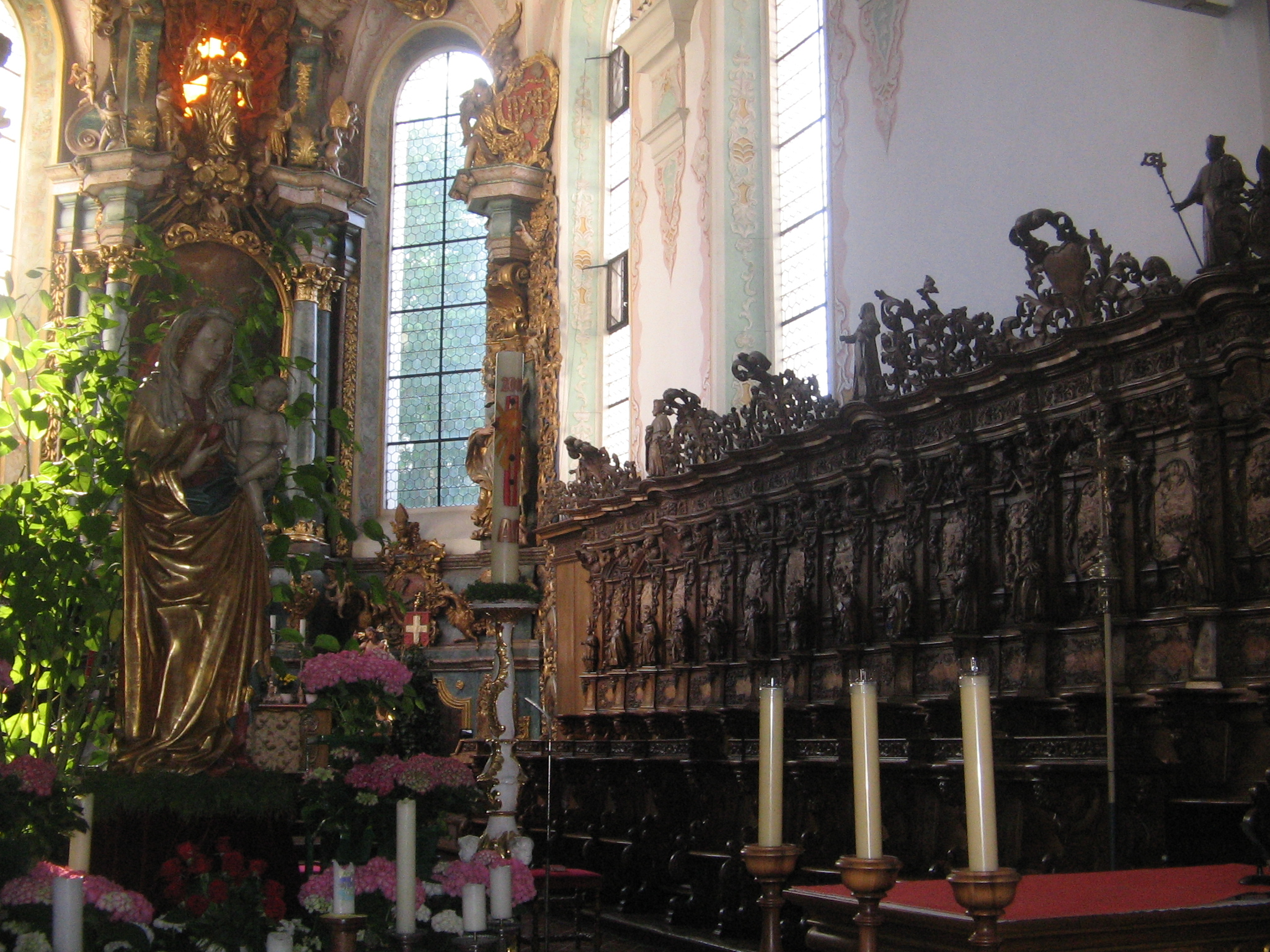
Chorraum und Chorgestühl der Klosterkirche St. Magnus

Sehenswert sind die erhaltenen Gebäude des 1183 gegründeten Klosters Schussenried, eines ehemaligen Prämonstratenser-Reichsstifts. 1748 wurde der Neubau der gesamten Klosteranlage begonnen, von dem kaum die Hälfte ausgeführt werden konnte. Die Pläne dazu lieferte Dominikus Zimmermann; ein Holzmodell ist erhalten. Bauleiter war Jakob Emele, der 1750 zum Klosterbaumeister ernannt wurde und Zimmermann verdrängte. Das Bauvorhaben folgte dem Vorbild der Abtei Wiblingen. Beide Klöster zeichnen sich durch ihre überragenden Bibliothekssäle im Nordtrakt der Klosteranlagen aus. Ein Kapitelsaal im Osten wurde bereits im frühen 19. Jahrhundert wieder abgebrochen.
Aus dem Mittelalter ist die kurz vor dem Klosterneubau barockisierte Sankt-Magnuskirche erhalten, eine dreischiffige Basilika mit barocker Ausstattung, darunter das Chorgestühl von Georg Anton Machein und Deckenfresken von Johannes Zick. Die Klosterkirche hätte durch einen Neubau nach Plänen von Emele ersetzt werden sollen; dazu ist es nicht mehr gekommen.

#### Wallfahrtskirche Steinhausen

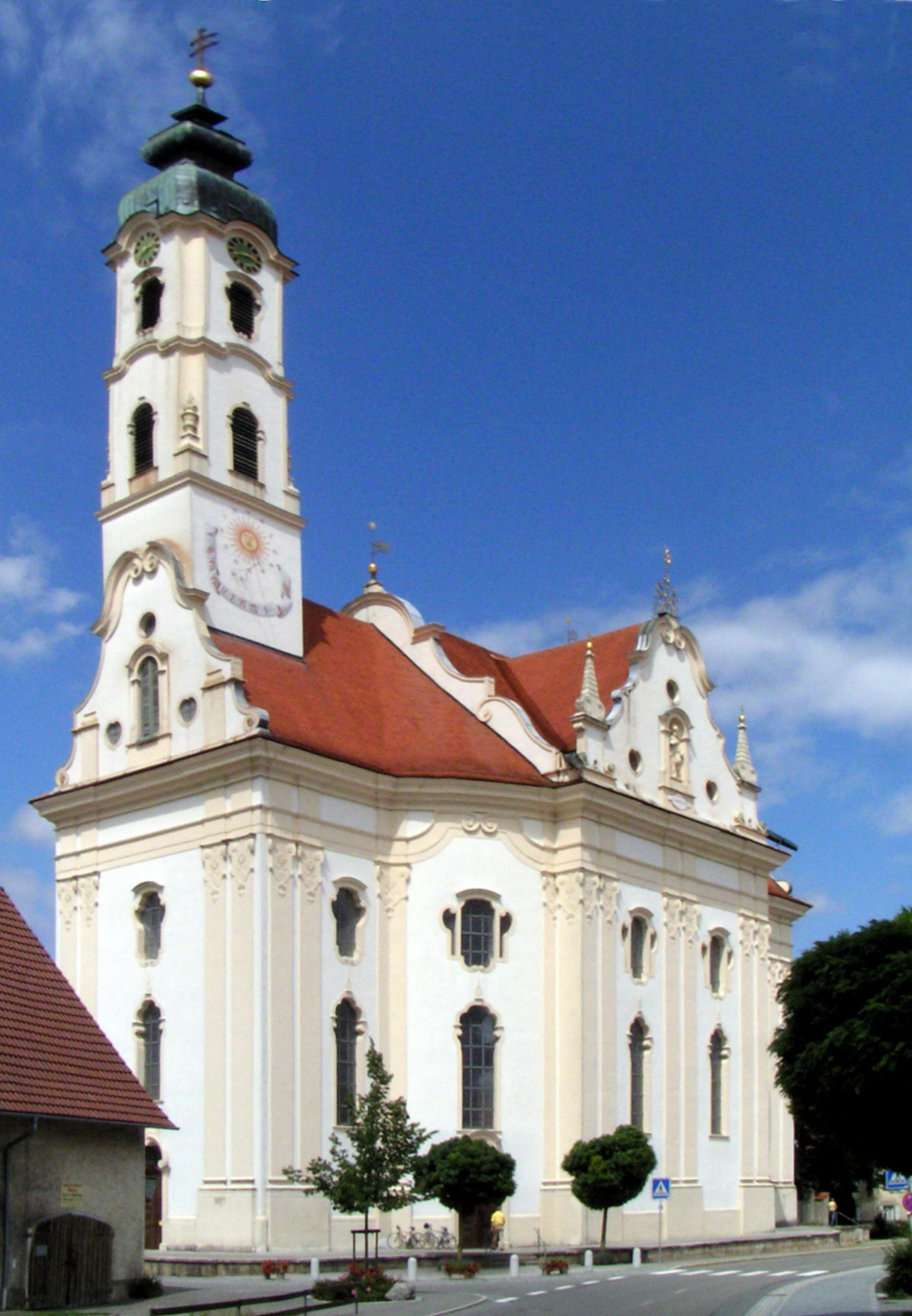
Wallfahrtskirche St. Peter und Paul in Steinhausen

Die zwischen 1728 und 1731 erbaute Wallfahrtskirche St. Peter und Paul im Ortsteil Steinhausen gilt als ein Hauptwerk Dominikus Zimmermanns und ist als heiter-verspieltes Wahrzeichen des oberschwäbischen Barock ebenfalls Ziel vieler Touristen. Die häufig zu hörende Bezeichnung Schönste Dorfkirche der Welt ist jedoch eher irreführend, da die „Dorfkirche“ als Wallfahrtskirche durch das reiche Kloster Schussenried errichtet wurde und als reine Pfarrkirche für ein Dorf dieser Größe völlig überdimensioniert wäre. Der Bauherr Abt Didakus vom Kloster Schussenried, ein gebürtiger Biberacher, wurde wegen erheblicher Baukostenüberschreitung von einem geistlichen Gericht seines Ordens gemaßregelt und strafversetzt. Durch Steinhausen führt der historische Jakobspilgerweg, der im spanischen Santiago de Compostela endet. Steinhausen ist eine Station auf dem Teilstück Ulm-Konstanz. Seit 2009 führt auch der Oberschwäbische Pilgerweg durch den Ort. So wird Steinhausen heute von vielen Menschen auf einem Weitwanderweg auch wieder zu Fuß besucht.

#### Kirche in Otterswang

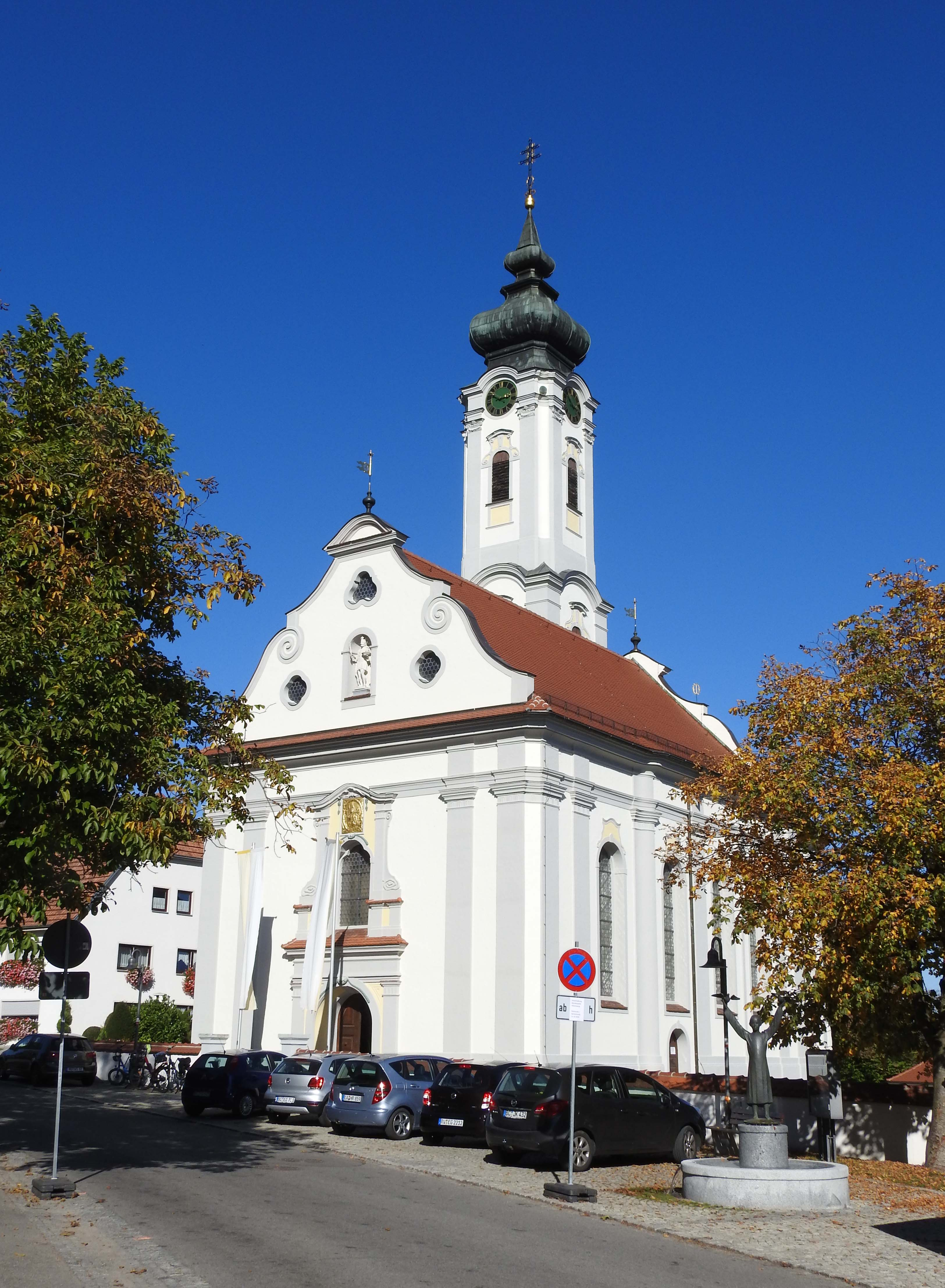
Kirche St. Oswald in Otterswang

Die ebenfalls prächtig ausgestattete spätbarocke Kirche St. Oswald im Ortsteil Otterswang wurde 1770 erbaut und 1972 umfassend renoviert. Sie wird vor allem um das Erntedankfest im Herbst viel besucht, da sie jedes Jahr mit einem prunkvollen Erntedankteppich aus Feld- und Gartenfrüchten geschmückt wird. Auch das barocke Pfarrhaus ist erhalten.

#### Kirche in Reichenbach
Die 1460 erbaute Kirche zu den Heiligen Sebastian, Blasius und Agatha wurde 1704 ganz umgestaltet und später mehrmals restauriert.

#### Burgen
Burg Hervetsweiler, Burg Kürnbach, Ruine Otterswang, Burg Reichenbach, Burg Rudersberg, Burg Schussenried (Alte Apotheke), Burg Schussenried (Neue Apotheke)

### Musik
Aus Bad Schussenried stammen die Schwabenrock-Gruppen Grachmusikoff und Schwoißfuaß. Der Blasmusikverlag Alfred Burger hat seinen Sitz ebenfalls in Bad Schussenried.

## Wirtschaft und Infrastruktur

### Verkehr
Der Bahnhof Bad Schussenried liegt an der Bahnstrecke Ulm–Friedrichshafen, die bis Dezember 2021 elektrifiziert wurde. Im Stundentakt verkehren Züge nach Ulm und Friedrichshafen. Das nördliche Teilstück nach Ulm kann im ÖPNV mit dem Tarif des Donau-Iller-Nahverkehrsverbundes (DING) genutzt werden, das südliche mit dem Tarif des Bodensee-Oberschwaben Verkehrsverbundes (bodo).
Im Jahre 1896 wurde der erste Streckenabschnitt der Schmalspurbahn Schussenried-Riedlingen – der Federseebahn – von Schussenried nach Buchau eröffnet. 1915 wurde die Strecke bis Dürmentingen verlängert und 1916 noch einmal bis Riedlingen. Zwischen 1960 und 1969 wurde der Betrieb auf allen Strecken eingestellt. Heute existiert als Gütergleis noch der Streckenabschnitt bis zum Torfwerk (auf Normalspur umgestellt), seit 2002 ist auch diese Strecke stillgelegt.
Durch Bad Schussenried führt als Landes-Radfernweg der Oberschwaben-Allgäu-Radweg. Er ist ein Rundkurs über Ulm und Tettnang und verläuft dabei von Aulendorf über den Ortsteil Otterswang nach Bad Schussenried und weiter über Hopferbach und den Bad Saulgauer Ortsteil Renhardsweiler nach Bad Saulgau.

### Ansässige Unternehmen
Ein großer Arbeitgeber am Ort ist das Zentrum für Psychiatrie, ein Krankenhaus für Psychiatrie, Psychotherapie und Psychosomatik, das 256 Betten vorhält. Weitere große Arbeitgeber sind die Schwäbischen Hüttenwerke (SHW) sowie die Betonmischer-Sparte der Liebherr-Gruppe. Von 2004 bis 2023 hatte der Gerhard-Hess-Verlag seinen Sitz in Bad Schussenried.

### Bildungseinrichtungen
Bad Schussenried verfügt über die Georg-Kaeß-Grundschule und die Drümmelberg-Werkrealschule, die Jakob-Emele-Realschule und das Caspar-Mohr-Progymnasium. Daneben ist in der Stadt seit 2011 eine Einrichtung des Humboldt-Institutes für Deutsch als Fremdsprache ansässig.

## Persönlichkeiten

### Söhne und Töchter der Stadt
- Hans Lutz (1473–nach 1525),[15] Steinmetz und Baumeister
- Johann Baptist Allgaier (1763–1823), Schachspieler
- Johann Georg Käß (1823–1903), Unternehmer, Kommerzienrat und Stifter
- Anton Arnold (1872–1945), Former und Betriebsrat, Mitglied des Landtags von Württemberg (SPD)
- Wilhelm Schussen (eigentlich W. Frick; 1874–1956), schwäbischer Schriftsteller
- Alfons Kasper (1895–1986), Kunsthistoriker, Verleger und Autor
- Franz Kasper (1900–1967), Bildhauer
- Siegfried Krezdorn (1914–1982), Landtagsabgeordneter, Bürgermeister und Historiker
- Paul Konrad Kurz (1927–2005), Schriftsteller
- Guntram Blaser (1934–2021), Politiker, Landrat des Landkreises Ravensburg
- Alex Köberlein (* 1951), Rock-Musiker und Sänger
- Rolf Gölz (* 1962), Profi-Radsportler und Olympiateilnehmer 1984 in Los Angeles, sportlicher Leiter des Rennteams Gerolsteiner
- Bernd Gnann (* 1973), Schauspieler, Kabarettist, wuchs in Reichenbach auf
- Michael Kranz (* 1983), Schauspieler, wuchs in Bad Schussenried auf

### Persönlichkeiten, die vor Ort gewirkt haben
- Paul Atzler (1889–1972), Herausgeber von juristischen Fernlehrgängen, wirkte und starb in Schussenried
- Conradin Kreutzer (1780–1849), Komponist und Kapellmeister, besuchte im Stift Schussenried die Schule
- Oswald Metzger (* 1954), Politiker und Publizist, wuchs in Schussenried auf
- Franz Kasper (1900–1967), Bildhauer, wirkte und starb in Schussenried
- Kaspar Mohr (1575–1625), Chorherr und (zeitweise) Prior des Klosters Schussenried